# Rivalité entre l'Angleterre et l'Argentine en football
Bien que les deux équipes ne se soient rencontrées qu'à cinq reprises en compétition officielle, les équipes d'Argentine et d'Angleterre entretiennent une forte rivalité. Les causes de cette rivalité, avant d'être purement footballistiques, ont trait à l'histoire commune des deux pays, marquée par de nombreux conflits. Ainsi, au XIXe siècle, les deux nations ont été en conflit lors des Invasions britanniques de Buenos Aires en 1806-1807, puis lors du blocus franco-anglais de 1845. Plus près de nous, le soutien officieux de l'Argentine péroniste à l'Allemagne nazie pendant la Seconde Guerre mondiale, et bien sûr la Guerre des Malouines en 1982.

C'est d'ailleurs peu de temps après ce dernier conflit, en quarts de finale de la Coupe du monde 1986, qu'a eu lieu le match le plus célèbre entre les deux équipes. L'Argentine s'est qualifiée pour les demi-finales par 2 buts à 1, sur un doublé de Maradona comprenant la main de Dieu et le But du siècle.
En 2002, lors des hymnes précédant le match de coupe du monde entre les deux équipes se déroulant au Japon, au dôme de Sapporo, les supporters anglais ont violemment sifflé l'hymne argentin.

## Historique des rencontres
| Date             | Lieu                   | Match                  | Score     | Compétition                              |
| 9 mai 1951       | Londres Angleterre     | Angleterre - Argentine | 2-1       | Match amical                             |
| 17 mai 1953      | Buenos Aires Argentine | Argentine - Angleterre | 0-0       | Match amical                             |
| 2 juin 1962      | Rancagua Chili         | Angleterre - Argentine | 3-1       | Coupe du monde 1962 (Groupe 4)           |
| 6 juin 1964      | Rio de Janeiro Brésil  | Argentine - Angleterre | 1-0       | Match amical                             |
| 23 juin 1966     | Londres Angleterre     | Angleterre - Argentine | 1-0       | Coupe du monde 1966 (Quart de finale)    |
| 22 mai 1974      | Londres Angleterre     | Angleterre - Argentine | 2-2       | Match amical                             |
| 12 juin 1977     | Buenos Aires Argentine | Argentine - Angleterre | 1-1       | Match amical                             |
| 13 mai 1980      | Londres Angleterre     | Angleterre - Argentine | 3-1       | Match amical                             |
| 22 juin 1986     | Mexico Mexique         | Argentine - Angleterre | 2-1       | Coupe du monde 1986 (Quart de finale)    |
| 25 mai 1991      | Londres Angleterre     | Angleterre - Argentine | 2-2       | Match amical                             |
| 30 juin 1998     | Saint-Étienne France   | Angleterre - Argentine | 2-2 a. p. | Coupe du monde 1998 (Huitième de finale) |
| 23 février 2000  | Londres Angleterre     | Angleterre - Argentine | 0-0       | Match amical                             |
| 7 juin 2002      | Miyagi Japon           | Angleterre - Argentine | 1-0       | Coupe du monde 2002 (Groupe F)           |
| 12 novembre 2005 | Genève Suisse          | Angleterre - Argentine | 3-2       | Match amical                             |

## Bilan
- Total de matchs disputés : 14
- Victoire de l'équipe d'Argentine : 2
- Victoire de l'équipe d'Angleterre :6
- matchs nuls : 6